# نیویورک هذیانی
نیویورک هذیانی: مانیفست معطوف به گذشته برای منهتن (به انگلیسی: Delirious New York: A Retroactive Manifesto for Manhattan) کتابی است که توسط معمار هلندی رم کولهاس در سال ۱۹۷۸ نوشته شده‌است. این کتاب به عنوان یک مانیفست معطوف به گذشته برای منهتن بین سال‌های ۱۸۵۰ و ۱۹۶۰ عمل می‌کند و توسعه معماری و طراحی شهری را در طول تاریخ نیویورک از تأسیس نیو آمستردام توسط هلندی‌ها تا طراحی مقر سازمان ملل توسط لوکوربوزیه تحلیل می‌کند. رم کولهاس مفهوم «منهتنیسم»، نظریه خلقت و عملکرد شهر نیویورک را به‌طور مفصل در کتاب شرح می‌دهد.